# Ingmar De Poortere
Pour les articles homonymes, voir Ingmar.
Ingmar De Poortere (né le 27 mai 1984 à Gand) est un coureur cycliste belge, spécialiste de la piste.

## Palmarès sur route
- 2002
  - Omloop der Vlaamse Gewesten
  - 3e de Ledegem-Kemmel-Ledegem
- 2006
  - 1re étape du Tour de la province d'Anvers
  - 3e du Tour de la province d'Anvers
- 2007
  - 5ea étape du Tour de Lleida (contre-la-montre par équipes)
- 2011
  - 2e du Tour de la province d'Anvers

## Palmarès sur piste

### Championnats du monde
- Ballerup 2010
  -  Médaillé de bronze de l'américaine (avec Steve Schets)
- Apeldoorn 2011
  - 8e de la poursuite par équipes
  - 16e de la course aux points
- Melbourne 2012
  - 11e de la poursuite individuelle

### Coupe du monde
- 2008-2009
  - 1er de l'américaine à Cali (avec Tim Mertens)
- 2011-2012
  - 2e de la course aux points à Cali

### Championnats nationaux
| - 2000 - Champion de Belgique de la course aux points débutants - 3e du championnat de Belgique de l'omnium débutants - 2001 - Champion de Belgique de l'américaine juniors (avec Nicky Cocquyt) - 2e du championnat de Belgique de poursuite juniors - 2e du championnat de Belgique de vitesse par équipes juniors - 3e du championnat de Belgique de course aux points juniors - 2006 - Champion de Belgique de poursuite par équipes - 2007 - Champion de Belgique de poursuite par équipes - Champion de Belgique de scratch - 2e du championnat de Belgique de poursuite - 2e du championnat de Belgique de course derrière derny - 2008 - Champion de Belgique de poursuite par équipes - 3e du championnat de Belgique de poursuite - 3e du championnat de Belgique de l'américaine - 2009 - Champion de Belgique de poursuite par équipes - 2e du championnat de Belgique de poursuite - 2e du championnat de Belgique de l'américaine | - 2010 - Champion de Belgique de course aux points - Champion de Belgique de l'américaine (avec Steve Schets) - Champion de Belgique de poursuite par équipes - 2e du championnat de Belgique de l'omnium - 2e du championnat de Belgique de poursuite - 3e du championnat de Belgique de course derrière derny - 3e du championnat de Belgique de kilomètre - 2011 - Champion de Belgique de poursuite par équipes - Champion de Belgique de course aux points - 2e du championnat de Belgique de l'américaine - 2e du championnat de Belgique de scratch - 2e du championnat de Belgique de poursuite - 3e du championnat de Belgique de l'omnium - 2012 - 2e du championnat de Belgique de l'américaine - 3e du championnat de Belgique de poursuite |  |

### UIV Cup
- 2006
  - UIV Cup espoirs, Rotterdam (avec Tim Mertens)
  - UIV Cup espoirs, Berlin (avec Tim Mertens)
  - UIV Cup espoirs, Copenhague (avec Tim Mertens)
  - Classement général de l'UIV Cup espoirs (avec Tim Mertens)